# Quantum Man (bok)
Quantum Man: Richard Feynman's Life in Science är en bok av den amerikanske teoretiska fysikern Lawrence Krauss som  publicerades  2011. Boken handlar om fysikern Richard Feynmans liv.